# 谢尔盖·普洛希
谢尔盖·尼古拉耶维奇·普洛希（羅馬化：Serhii Mykolaiovych Plokhii；1957年3月23日—），也常译作沙希利·浦洛基，哈佛大学乌克兰历史教授，哈佛大学乌克兰研究所主任。普洛希生于俄罗斯下诺夫哥罗德，于乌克兰南部城市扎波罗热长大。1980年在第聂伯罗彼得罗夫斯克國立大學就读，1982年毕业于俄罗斯人民友谊大学。1990年于基辅大学获历史学博士学位。他在哈佛主要教授和主講早期现代和现代东欧历史的课程和研讨会，涉及乌克兰、俄罗斯、白俄罗斯、波兰和立陶宛等國历史的主要问题。他曾在2005-06年獲得美國烏克蘭研究協會頒發的最佳著作獎項。
他著有多本关于苏联解体、东欧历史的著作。普洛希的研究重点包括乌克兰民族意识的形成、苏联与东欧关系的复杂性。他的著作《切尔诺贝利》获得了广泛赞誉，对切尔诺贝利核事故的历史背景进行了详细分析。

## 作品
- Lost Kingdom: The Quest for Empire and the Making of the Russian Nation, from 1470 to the Present
  - 繁︰《再造失去的王國：俄羅斯的帝國雄心500年史》. 梁永安譯. 台北︰猫头鹰. 2018（ISBN︰9789862623619）
- The Gates of Europe: A History of Ukraine 
  - 簡：《欧洲之门：乌克兰2000年史》. 北京: 中信出版社. 2019 (ISBN︰ 9787508671185）
  - 繁︰《烏克蘭：從帝國邊疆到獨立民族，追尋自我的荊棘之路》. 曾毅、蔡耀緯譯. 台北︰聯經出版. 2022 （ISBN︰9789570864908）
- Chernobyl: The History of a Nuclear Catastrophe
  - 簡︰《切爾諾貝利：一部悲劇史》. 廣州︰廣東人民出版社. 2020（ISBN︰9787218131931）
- The Man with the Poison Gun: A Cold War Spy Story
  - 簡︰《毒槍手：慕尼黑的秘密間諜》. 北京︰社會科學文獻出版社. 2020（ISBN︰9787520152785）
- Yalta: The Price of Peace
  - 簡(大國外交三部曲第三部分)︰《雅爾塔：改變世界格局的八天》. 林添貴譯. 北京︰中信出版社. 2018（ISBN︰9787508687698）
  - 繁︰《雅爾達：改變世界命運的八日祕會》. 林添貴譯. 台北︰時報出版. 2011（ISBN︰9789571354316)
- The Last Empire: The Final Days of the Soviet Union
  - 簡︰《大國的崩潰：蘇聯解體的台前幕後》. 成都︰四川人民出版社. 2017（ISBN︰9787220100338）
- The Cossack Myth: History and Nationhood in the Age of Empires （暫譯：《哥薩克人之傳說》）Cambridge University Press (2012)
- Ukraine and Russia: Representations of the Past （暫譯：《烏克蘭與俄羅斯︰往事陳述》）University of Toronto Press (2008)
- The Origins of the Slavic Nations: Premodern Identities in Russia, Ukraine and Belarus （暫譯：《斯拉夫民族之起源》）Cambridge University Press (2006)
- Unmaking Imperial Russia: Mykhailo Hrushevsky and the Writing of Ukrainian History （暫譯：《帝制俄羅斯解體》）University of Toronto Press (2005)
- Religion and Nation in Modern Ukraine（暫譯：《現代烏克蘭的宗教與國家》）Canadian Institute of Ukrainian Studies Press (2003)
- Tsars and Cossacks: A Study in Iconography （暫譯：《沙皇與哥薩克人》）Harvard Ukrainian Research Institute/Harvard University Press (2002)
- The Cossacks and Religion in Early Modern Ukraine （暫譯：《哥薩克人與現代早期的烏克蘭》）Oxford University Press (2001; 2004)